# 交通罰單

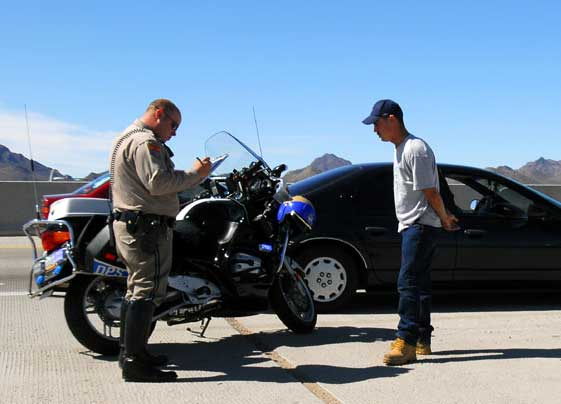
一名警察为超速驾驶的驾驶员开具交通罚单

交通罚单又可稱罰單，是执法人员（一般為數名警察）向車輛可能行駛中之駕駛員发出的通知，當場第一時間解說條款駕駛員违反了交通法规。交通罚单一般為两類內容，一類是列出駕駛員行驶過程中的违法行为，如超速，另一類是列出駕駛員在非行驶過程中的违法行为，如违章停车。駕駛員收到交通罰單後需要繳納罚款或駕駛證扣分。如果拒不支付索取之罚款以民事追偿。